# Friedrich von Mejer

Generalleutnant Friedrich von Mejer

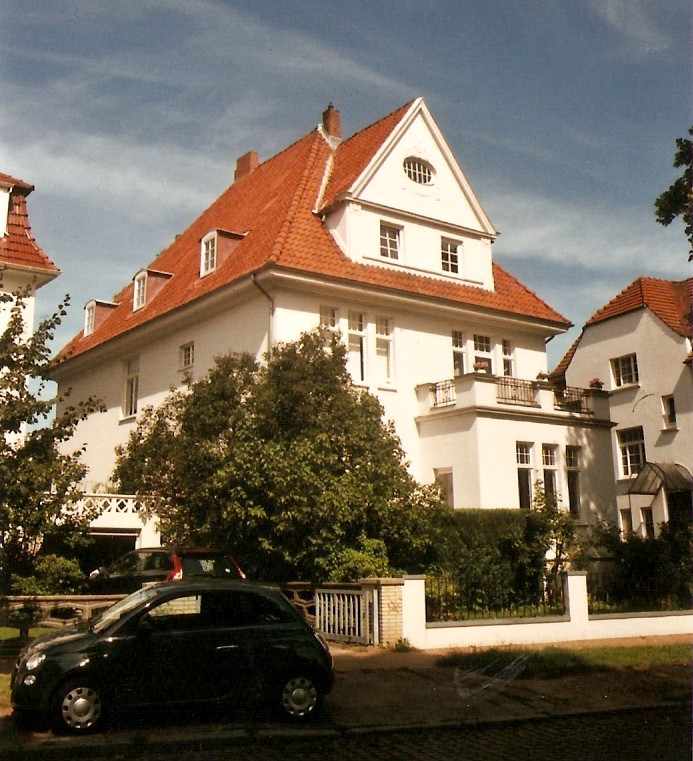
Alterswohnsitz in der Kaiser-Friedrich-Straße Nr. 23

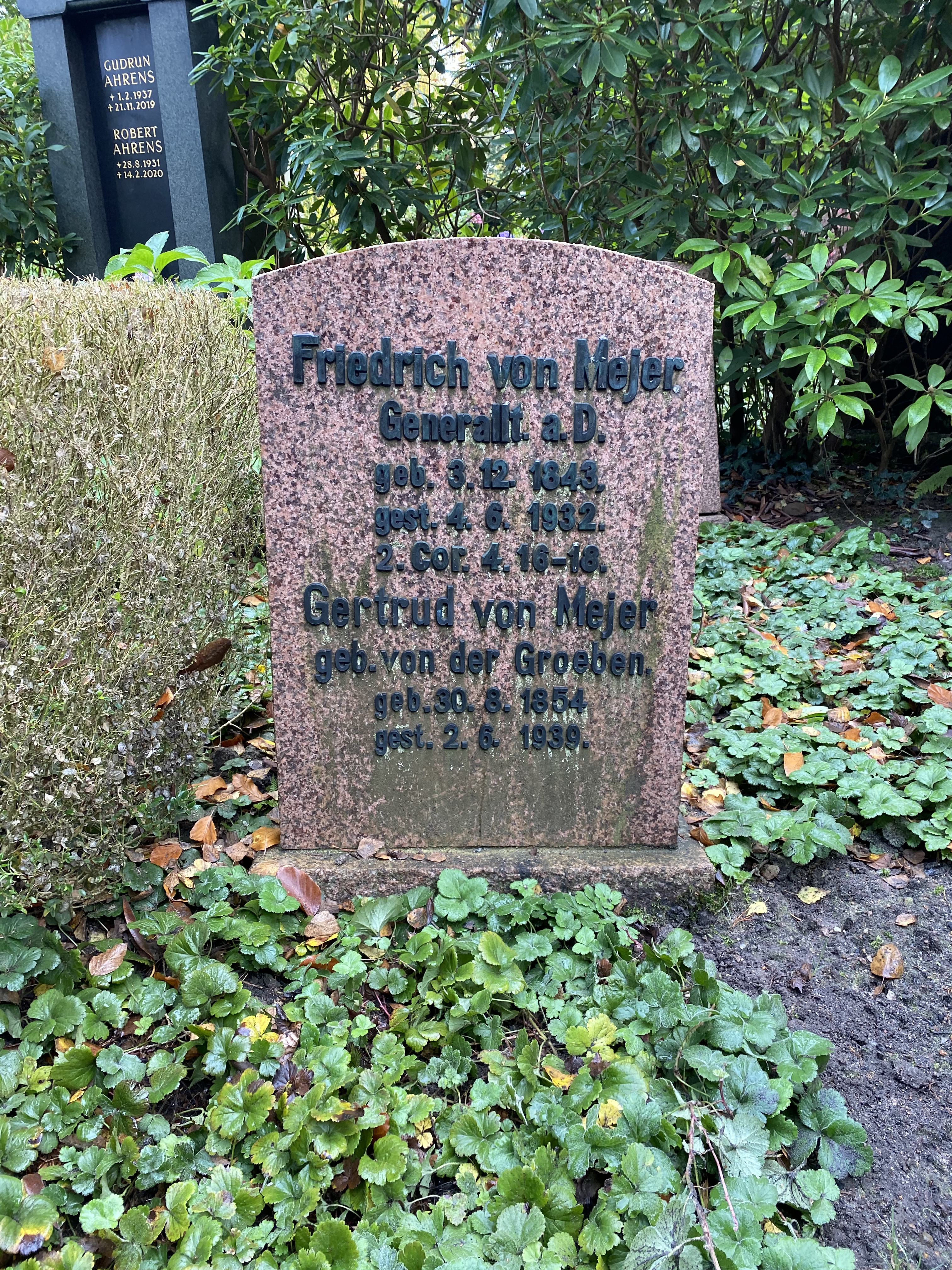
Grabstätte

Friedrich Christian Eberhard Mejer, seit 1908 von Mejer (* 3. Dezember 1843 in Haus Escherde; † 4. Juni 1932 in Lübeck) war ein preußischer Generalleutnant.

## Leben

### Familie
Er war der Sohn von August Mejer († 25. Dezember 1876 in Haus Escherde) und dessen Ehefrau Charlotte, geborene Brandt (†  14. September 1875 in Haus Escherde). Sein Vater war Oberamtmann und Domänenpächter. Mejer verheiratete sich am 17. April 1876 in Groß-Klingbeck mit Gertrud von der Groeben.

### Militärkarriere
Mejer absolvierte das Kadettenkorps in Hannover und trat am 1. Mai 1862 in das 1. Jägerbataillon der Hannoverschen Armee ein. Ende Juli 1863 zum Sekondeleutnant befördert, nahm er 1866 am Feldzug gegen Preußen teil und wurde bei der Schlacht bei Langensalza schwer verwundet. 
Am 9. März 1867 wurde er als Premierleutnant in die Preußische Armee übernommen und im Jägerbataillon Nr. 1 angestellt. Mit diesem zog er in den Deutsch-Französischen Krieg, in dem er in den Schlachten bei Colombey-Nouilly, Amiens und Villers kämpfte. Für seine Leistungen erhielt Mejer das Eiserne Kreuz II. Klasse sowie das Mecklenburgische Militärverdienstkreuz.
Als Hauptmann und Kompaniechef wurde Mejer am 11. Februar 1886 in das Garde-Schützen-Bataillon versetzt. Am 1. September 1886 folgte seine Beförderung zum Major und als solcher kam er Mitte des Monats in das 2. Garde-Regiment zu Fuß. Im Jahr darauf wurde Mejer Kommandeur des II. Bataillons und in dieser Eigenschaft am 18. Oktober 1891 zum Oberstleutnant befördert. Als etatsmäßiger Stabsoffizier war er vom 17. November 1891 bis zum 15. Juni 1894 im 7. Thüringischen Infanterie-Regiment Nr. 96 tätig und wurde anschließend unter Beförderung zum Oberst zum Kommandeur des Infanterie-Regiments Nr. 25 in Thann ernannt. Danran schloss sich ab dem 24. April 1898 eine Tätigkeit als Generalmajor und Kommandeur der kurz zuvor aufgestellten 81. Infanterie-Brigade in der Freien und Hansestadt Lübeck an. In dieser Stellung erhielt er am 18. Januar 1900 den Roten Adlerorden II. Klasse mit Eichenlaub. Unter Verleihung des Charakters als Generalleutnant wurde Mejer am 16. Juni 1901 zur Disposition gestellt. Nach seiner Verabschiedung blieb er in Lübeck.
Auf der 100-Jahr-Feier des Jäger-Bataillons Nr. 10 in Bitsch erhielt Mejer am 19. Dezember 1903 mit anderen durch den Kaiser die Erlaubnis zum Tragen von deren Uniform erteilt.  Am 11. Januar 1908 erhob ihn Wilhelm II. in den erblichen preußischen Adelsstand.
Am 1. Mai 1932 feierte er sein 70-jähriges Militärjubiläum. Knapp einen Monat später erlag er seinem langwierigen Leiden und wurde am 8. Juni 1932 im Krematorium auf dem Vorwerker Friedhof eingeäschert. Beigesetzt wurde er in der Familiengrabstätte auf dem Nienstedtener Friedhof in Hamburg.

## Vereine
- Vereinigung inaktiver Offiziere und Sanitätsoffiziere
- Verein ehemaliger Jäger und Schützen für Lübeck und Umgebung
- Offizierverein Infanterie-Regiment Lübeck

## Verweise